# Puebla de la Reina
Puebla de la Reina és un municipi de la província de Badajoz, a la comunitat autònoma d'Extremadura.